# 斯威澤克羅斯羅茲 (印地安納州)
斯威澤克羅斯羅茲（英語：Switzer Crossroads）是位於美國印地安納州克勞福德縣的一個非建制地區。該地的面積和人口皆未知。

## 地理
斯威澤克羅斯羅茲的座標為38°16′08″N 86°25′00″W / 38.26889°N 86.41667°W，而該地的平均海拔高度為224米（即735英尺）。